# Chlorissa eborilitoris
Chlorissa eborilitoris là một loài bướm đêm trong họ Geometridae.